# Francesco Camusso
Francesco Camusso, né le 9 mars 1908 à Burdini Di Cumiana, un village de la commune de Cumiana, dans la province de Turin, au Piémont et mort le 23 juin 1995 à Turin, est un  coureur cycliste italien des années 1930.

## Biographie
Francesco Camusso fut professionnel en 1929 et le reste jusqu'en 1938. Il remporte au cours de sa carrière le Tour d'Italie 1931 à 23 ans. Il devance cette année-là ses compatriotes Luigi Giacobbe  et Luigi Marchisio. L'année suivante, il remporte une étape du Tour de France qu'il termine à la troisième place. En 1934, il prend la deuxième place du Giro derrière Learco Guerra. Il se classe également troisième du Tour de Suisse et de Milan-San Remo. En 1935 et 1937, il gagne ses deux dernières grandes victoires en remportant une étape sur chaque Tour de France. Sa carrière est arrêtée par la Seconde Guerre mondiale.

## Palmarès

### Palmarès année par année
- 1929
  - 2e de la Coppa Valmeira
- 1930
  - Milano-Savona
  - Coppa Martini & Rossi
  - 2e du championnat d'Italie des indépendants
  - 2e du Giro delle Sestrieres
- 1931
  - Tour d'Italie : 
    -  Classement général
    - 11e étape

  - 2e du Tour de Campanie
  - 2e des Trois vallées varésines
- 1932
  - 10e étape du Tour de France
  - 3e du Tour de France
  - 3e de Treviso-Monte Grappa
- 1933
  - Circuit de Chieri
  - 6e étape de Paris-Nice
  - 6e de Paris-Nice
- 1934
  - 1re étape du Tour d'Italie
  - 2e étape du Tour de Suisse
  - 2e du Tour d'Italie
  - 2e du Circuit des 2 provinces 
  - 3e du Tour de Suisse
  - 3e de Milan-San Remo
  - 3e du Tour de la province de Milan (avec Giovanni Cazzulani)
  - 6e du Tour de Lombardie
- 1935
  - 7e étape du Tour de France
  - 7e du Tour de Lombardie
- 1936
  - 6e du Tour de Lombardie
- 1937
  - Grand Prix de Nice
  - 13ea étape du Tour de France
  - 4e étape du Tour de France
- 1938
  - Nice-Mont Agel

### Résultats sur les grands tours

#### Tour de France
5 participations
- 1931 : non-partant (10e étape)
- 1932 : 3e, vainqueur de la 10e étape
- 1933 : abandon (11e étape)
- 1935 : abandon (15e étape), vainqueur de la 7e étape
- 1937 : 4e, vainqueur de la 13ea étape

#### Tour d'Italie
9 participations
- 1930 : abandon (15e étape)
- 1931 :  Vainqueur du classement général et de la 11e étape,  maillot rose pendant 2 jours
- 1932 : abandon (7e étape)
- 1933 : abandon (2e étape)
- 1934 : 2e, vainqueur de la 1re étape,  maillot rose pendant 4 jours
- 1935 : abandon (17e étape)
- 1936 : 36e
- 1937 : abandon (3e étape)
- 1938 : abandon (18e étape)